# Llista de monuments de Calldetenes
Llista de monuments de Calldetenes inclosos en l'Inventari del Patrimoni Arquitectònic Català pel municipi de Calldetenes (Osona). Inclou els inscrits en el Registre de Béns Culturals d'Interès Nacional (BCIN) amb la classificació de monuments històrics, els Béns Culturals d'Interès Local (BCIL) de caràcter immoble i la resta de béns arquitectònics integrants del patrimoni cultural català.
| Monument                                | Protecció   | Estil/època                             | Localització                                              | Coordenades                                          | Codi?         | Imatge |
| --------------------------------------- | ----------- | --------------------------------------- | --------------------------------------------------------- | ---------------------------------------------------- | ------------- | --- |
| Casal d'Alta-riba                       | BCIN 583-MH | Obra popular XVI-XVII                   | Calldetenes                                               | 41° 55′ 36″ N, 2° 18′ 43″ E / 41.926560°N,2.312044°E | RI-51-0005226 | Casal d'Alta-riba (Calldetenes) · Vegeu més fotos d'aquest monument · Carregueu una nova foto d'aquest monument                       |
| Església parroquial de la Mercè         | BCIL 1985   | Barroc, neoclassicisme XVIII            | Calldetenes Pl. Vella                                     | 41° 55′ 34″ N, 2° 17′ 01″ E / 41.926029°N,2.283498°E | IPA-22491     | Església parroquial de la Mercè (Calldetenes) · Vegeu més fotos d'aquest monument · Carregueu una nova foto d'aquest monument         |
| Església de Sant Martí de Riudeperes    | BCIL 1985   | Romànic, barroc XI-XII, XVI-XVII, XVIII | Calldetenes                                               | 41° 55′ 39″ N, 2° 18′ 27″ E / 41.927518°N,2.307386°E | IPA-22493     | Església de Sant Martí de Riudeperes (Calldetenes) · Vegeu més fotos d'aquest monument · Carregueu una nova foto d'aquest monument    |
| Can Tona                                |             | Obra popular XVII-XVIII, XIX            | Calldetenes Ctra. Vic-Sant Hilari Km 3-5                  | 41° 55′ 50″ N, 2° 17′ 53″ E / 41.930641°N,2.298137°E | IPA-22495     | Can Tona (Calldetenes) · Vegeu més fotos d'aquest monument · Carregueu una nova foto d'aquest monument                                |
| Aymeric                                 | BCIL 1985   | Obra popular XVIII-XIX                  | Calldetenes Ctra. Vic - Santa Eugènia, prop de Sant Marc  | 41° 54′ 55″ N, 2° 18′ 06″ E / 41.915207°N,2.301623°E | IPA-22496     | Aymeric (Calldetenes) · Vegeu més fotos d'aquest monument · Carregueu una nova foto d'aquest monument                                 |
| El Pujol                                |             | Obra popular XIV-XIX                    | Calldetenes Ctra. Vic - Sant Hilari, km 3,5               | 41° 55′ 47″ N, 2° 17′ 44″ E / 41.929814°N,2.295493°E | IPA-22497     | El Pujol (Calldetenes) · Vegeu més fotos d'aquest monument · Carregueu una nova foto d'aquest monument                                |
| El Llió                                 | BCIL 1985   | Obra popular XVII-XVIII                 | Calldetenes Pista Calldetenes - Sant Marc, 2 km           | 41° 55′ 00″ N, 2° 18′ 00″ E / 41.916557°N,2.299992°E | IPA-22498     | El Llió (Calldetenes) · Vegeu més fotos d'aquest monument · Carregueu una nova foto d'aquest monument                                 |
| Santa Margarida                         | BCIL 1985   | Modernisme XIX                          | Calldetenes Ctra. Vic - Sant Hilari                       | 41° 55′ 50″ N, 2° 18′ 40″ E / 41.930440°N,2.311093°E | IPA-22499     | Santa Margarida (Calldetenes) · Vegeu més fotos d'aquest monument · Carregueu una nova foto d'aquest monument                         |
| La Novíssima, o Villa Pepita            | BCIL 1985   | Eclecticisme XIX                        | Calldetenes Ctra. N-141, km 4 esquerra                    | 41° 56′ 05″ N, 2° 18′ 28″ E / 41.934752°N,2.307706°E | IPA-22501     | La Novíssima (Calldetenes) · Vegeu més fotos d'aquest monument · Carregueu una nova foto d'aquest monument                            |
| Can Soca                                |             | Neoclassicisme XVII-XVIII               | Calldetenes Ctra. N-141, km 4 esquerra                    | 41° 56′ 08″ N, 2° 17′ 58″ E / 41.935693°N,2.299493°E | IPA-22504     | Can Soca (Calldetenes) · Vegeu més fotos d'aquest monument · Carregueu una nova foto d'aquest monument                                |
| Molí d'Alta-riba                        |             | Obra popular                            | Calldetenes Ctra. BV-5201, km 1,5                         | 41° 55′ 37″ N, 2° 18′ 42″ E / 41.926986°N,2.311782°E | IPA-22509     | Molí d'Alta-riba (Calldetenes) · Vegeu més fotos d'aquest monument · Carregueu una nova foto d'aquest monument                        |
| Molí del Nadal                          |             | Obra popular                            | Calldetenes Ctra. BV-5201, km 1                           | 41° 55′ 37″ N, 2° 18′ 33″ E / 41.927045°N,2.309088°E | IPA-22510     | Carregueu una nova foto d'aquest monument                                                                                             |
| Monument als Caiguts                    |             | Monumentalisme academicista XX (1941)   | Calldetenes Davant l'església de Sant Martí de Riudeperes | 41° 55′ 41″ N, 2° 18′ 31″ E / 41.928146°N,2.308526°E | IPA-22511     | Monument als Caiguts (Calldetenes) · Vegeu més fotos d'aquest monument · Carregueu una nova foto d'aquest monument                    |
| La Vila Grossa                          |             | Obra popular                            | Calldetenes Cruïlla de les Viles                          | 41° 55′ 46″ N, 2° 18′ 06″ E / 41.929339°N,2.301746°E | IPA-22512     | Carregueu una nova foto d'aquest monument                                                                                             |
| La Vila Xica                            |             | Obra popular                            | Calldetenes Cruïlla de les Viles                          | 41° 55′ 44″ N, 2° 18′ 07″ E / 41.929017°N,2.302051°E | IPA-22513     | Carregueu una nova foto d'aquest monument                                                                                             |
| Molí de Rosanes                         |             | Obra popular XVII-XVIII                 | Calldetenes Prop de les Viles                             | 41° 55′ 40″ N, 2° 18′ 03″ E / 41.927866°N,2.300918°E | IPA-22514     | Molí de Rosanes (Calldetenes) · Vegeu més fotos d'aquest monument · Carregueu una nova foto d'aquest monument                         |
| Les Eres                                |             | Obra popular                            | Calldetenes                                               | 41° 55′ 42″ N, 2° 17′ 51″ E / 41.92845°N,2.297402°E  | IPA-22515     | Carregueu una nova foto d'aquest monument                                                                                             |
| El Molí de la Frontera                  |             | Obra popular                            | Calldetenes A 500 m a l'est de la Frontera                | 41° 55′ 37″ N, 2° 17′ 54″ E / 41.926958°N,2.298238°E | IPA-22516     | El Molí de la Frontera (Calldetenes) · Vegeu més fotos d'aquest monument · Carregueu una nova foto d'aquest monument                  |
| Molí del Pujol                          |             | Obra popular                            | Calldetenes Prop del mas Pujol                            | 41° 55′ 47″ N, 2° 17′ 34″ E / 41.929663°N,2.292877°E | IPA-22517     | Carregueu una nova foto d'aquest monument                                                                                             |
| La Caseta d'en Grau                     |             | Obra popular XIX                        | Calldetenes Ctra. N-141, km 3-2,5                         | 41° 55′ 20″ N, 2° 18′ 04″ E / 41.922265°N,2.301051°E | IPA-22519     | Carregueu una nova foto d'aquest monument                                                                                             |
| Creu d'en Molla, pedronet commemoratiu  |             | Obra popular XX Inici                   | Calldetenes                                               | 41° 55′ 18″ N, 2° 18′ 12″ E / 41.921648°N,2.303349°E | IPA-22520     | Creu d'en Molla (Calldetenes) · Vegeu més fotos d'aquest monument · Carregueu una nova foto d'aquest monument                         |
| Cementiri de Calldetenes                |             | Obra popular XX                         | Calldetenes Camí del Cementiri                            | 41° 55′ 45″ N, 2° 17′ 14″ E / 41.929205°N,2.287286°E | IPA-22521     | Cementiri de Calldetenes · Vegeu més fotos d'aquest monument · Carregueu una nova foto d'aquest monument                              |
| Monestir de Sant Tomàs de Riudeperes    | BCIL 1985   | Renaixement, gòtic tardà XVI-XVII       | Calldetenes Ctra. N-141, km 4                             | 41° 55′ 56″ N, 2° 18′ 09″ E / 41.932162°N,2.302427°E | IPA-22522     | Monestir de Sant Tomàs de Riudeperes (Calldetenes) · Vegeu més fotos d'aquest monument · Carregueu una nova foto d'aquest monument    |
| La Casanova de la Roureda               |             | Obra popular XVIII                      | Calldetenes Ctra. N-141, km 4,5 a 100 m dreta             | 41° 56′ 03″ N, 2° 18′ 39″ E / 41.934276°N,2.310835°E | IPA-22532     | Carregueu una nova foto d'aquest monument                                                                                             |
| La Calvaria                             | BCIL 1985   | Obra popular XVI, XX                    | Calldetenes Ctra. N-141, km 4,5 a 100 m dreta             | 41° 55′ 45″ N, 2° 18′ 18″ E / 41.929286°N,2.304931°E | IPA-22534     | La Calvaria (Calldetenes) · Vegeu més fotos d'aquest monument · Carregueu una nova foto d'aquest monument                             |
| Llinda i portal del Molí de la Calvaria | BCIL 1985   | Obra popular XVI                        | Calldetenes Ctra. BV-5201, km 0,5 dreta                   | 41° 55′ 39″ N, 2° 18′ 21″ E / 41.927635°N,2.305829°E | IPA-22535     | Llinda i portal del Molí de la Calvaria (Calldetenes) · Vegeu més fotos d'aquest monument · Carregueu una nova foto d'aquest monument |
| Masoveria de la Calvaria                |             | Obra popular XIX                        | Calldetenes Ctra. Vic - Sant Julià de Vilatorta           | 41° 55′ 45″ N, 2° 18′ 19″ E / 41.929216°N,2.305257°E | IPA-22537     | Carregueu una nova foto d'aquest monument                                                                                             |
| Bassa i safareig de la Calvaria         |             | Obra popular                            | Calldetenes Ctra. Vic a Sant Julià de Vilatorta           | 41° 55′ 44″ N, 2° 18′ 18″ E / 41.928903°N,2.304970°E | IPA-22538     | Carregueu una nova foto d'aquest monument                                                                                             |
| El Verdaguer                            |             | Obra popular XVIII                      | Calldetenes Ctra. N-141, km 3 dreta                       | 41° 55′ 36″ N, 2° 17′ 38″ E / 41.926607°N,2.293828°E | IPA-22541     | El Verdaguer (Calldetenes) · Vegeu més fotos d'aquest monument · Carregueu una nova foto d'aquest monument                            |
| Can Gom                                 |             | Obra popular XVIII                      | Calldetenes A ponent de l'església parroquial             | 41° 55′ 39″ N, 2° 16′ 55″ E / 41.927557°N,2.282046°E | IPA-22542     | Carregueu una nova foto d'aquest monument                                                                                             |
| Can Broma                               |             | Obra popular XVIII                      | Calldetenes A 1 km del poble direcció nord-est            | 41° 55′ 57″ N, 2° 17′ 21″ E / 41.932378°N,2.289120°E | IPA-22543     | Carregueu una nova foto d'aquest monument                                                                                             |
| Les Adobaries                           |             | Obra popular                            | Calldetenes Entre el poble i el camí de Sau               | 41° 55′ 39″ N, 2° 17′ 10″ E / 41.927478°N,2.286208°E | IPA-22544     | Les Adobaries (Calldetenes) · Vegeu més fotos d'aquest monument · Carregueu una nova foto d'aquest monument                           |
| El Martí                                |             | Obra popular                            | Calldetenes A 1,5 km al nord-est població                 | 41° 55′ 59″ N, 2° 17′ 33″ E / 41.933031°N,2.292564°E | IPA-22545     | Carregueu una nova foto d'aquest monument                                                                                             |
| Sant Marc                               | BCIL 1985   | Obra popular XIX                        | Calldetenes                                               | 41° 54′ 57″ N, 2° 17′ 33″ E / 41.915899°N,2.292499°E | IPA-22546     | Sant Marc (Calldetenes) · Vegeu més fotos d'aquest monument · Carregueu una nova foto d'aquest monument                               |
| L'Aragall o Aragai                      |             | Obra popular XVIII                      | Calldetenes A 1 km direcció nord                          | 41° 55′ 56″ N, 2° 17′ 09″ E / 41.932123°N,2.285830°E | IPA-22547     | L'Aragall (Calldetenes) · Vegeu més fotos d'aquest monument · Carregueu una nova foto d'aquest monument                               |
| Can Baixes                              |             | Obra popular                            | Calldetenes Ctra. BV-5201, km 0,5 a 1000 m dreta          | 41° 55′ 30″ N, 2° 18′ 20″ E / 41.925092°N,2.305434°E | IPA-22549     | Carregueu una nova foto d'aquest monument                                                                                             |
| El Nogué                                |             | Obra popular XVII-XVIII                 | Calldetenes Ctra. BV-5201, km 0,5 esquerra                | 41° 55′ 42″ N, 2° 18′ 23″ E / 41.928394°N,2.306351°E | IPA-22550     | El Nogué (Calldetenes) · Vegeu més fotos d'aquest monument · Carregueu una nova foto d'aquest monument                                |
| La Sauleda                              |             | Obra popular XVII-XVIII                 | Calldetenes Trencall Calveria a 1 km                      | 41° 55′ 05″ N, 2° 18′ 25″ E / 41.918076°N,2.306957°E | IPA-22551     | La Sauleda (Calldetenes) · Vegeu més fotos d'aquest monument · Carregueu una nova foto d'aquest monument                              |
| La Farigoleta                           |             | Obra popular                            | Calldetenes Sota Sant Marc                                | 41° 55′ 18″ N, 2° 17′ 00″ E / 41.92154°N,2.28322°E   | IPA-23967     | La Farigoleta (Calldetenes) · Vegeu més fotos d'aquest monument · Carregueu una nova foto d'aquest monument                           |
| Edifici al carrer Gran, 9               | BCIL 1985   |                                         | Calldetenes C. Gran, 9                                    | 41° 55′ 32″ N, 2° 17′ 00″ E / 41.925424°N,2.283215°E | IPA-35038     | Edifici al carrer Gran, 9 (Calldetenes) · Vegeu més fotos d'aquest monument · Carregueu una nova foto d'aquest monument               |
| Edifici al carrer Gran, 16              | BCIL 1985   | Obra popular                            | Calldetenes C. Gran, 16                                   | 41° 55′ 31″ N, 2° 16′ 59″ E / 41.925297°N,2.282976°E | IPA-35039     | Edifici al carrer Gran, 16 (Calldetenes) · Vegeu més fotos d'aquest monument · Carregueu una nova foto d'aquest monument              |
| Edifici al carrer Gran, 1               | BCIL 1985   |                                         | Calldetenes C. Gran, 1                                    | 41° 55′ 31″ N, 2° 17′ 02″ E / 41.925266°N,2.283808°E | IPA-35040     | Edifici al carrer Gran, 1 (Calldetenes) · Vegeu més fotos d'aquest monument · Carregueu una nova foto d'aquest monument               |
| Edifici al carrer Gran, 6               | BCIL 1985   | Obra popular                            | Calldetenes C. Gran, 6                                    | 41° 55′ 31″ N, 2° 17′ 00″ E / 41.925219°N,2.283447°E | IPA-35041     | Edifici al carrer Gran, 6 (Calldetenes) · Vegeu més fotos d'aquest monument · Carregueu una nova foto d'aquest monument               |
| Casa a la plaça Vella, 8                | BCIL 1985   | XVII                                    | Calldetenes Pl. Vella, 8                                  | 41° 55′ 33″ N, 2° 17′ 02″ E / 41.925707°N,2.283849°E | IPA-35042     | Carregueu una nova foto d'aquest monument                                                                                             |
| Llinda i portal al carrer França, 8     | BCIL 1985   |                                         | Calldetenes C. de França, 8                               | 41° 55′ 35″ N, 2° 17′ 01″ E / 41.926337°N,2.283712°E | IPA-35043     | Llinda i portal al carrer França, 8 (Calldetenes) · Vegeu més fotos d'aquest monument · Carregueu una nova foto d'aquest monument     |
| Edifici al carrer Gran, 36              | BCIL 1985   |                                         | Calldetenes C. Gran, 36                                   | 41° 55′ 32″ N, 2° 16′ 55″ E / 41.925594°N,2.281972°E | IPA-35044     | Edifici al carrer Gran, 36 (Calldetenes) · Vegeu més fotos d'aquest monument · Carregueu una nova foto d'aquest monument              |
| Comunidor de l'Església de Sant Martí   | BCIL 1985   |                                         | Calldetenes                                               | 41° 55′ 39″ N, 2° 18′ 26″ E / 41.927544°N,2.307205°E | IPA-35049     | Comunidor de l'Església de Sant Martí (Calldetenes) · Vegeu més fotos d'aquest monument · Carregueu una nova foto d'aquest monument   |
| Llinda i portal al carrer Gran, 37      | BCIL 1985   |                                         | Calldetenes C. Gran, 37                                   | 41° 55′ 33″ N, 2° 16′ 53″ E / 41.925755°N,2.281379°E | IPA-35050     | Llinda i portal al carrer Gran, 37 (Calldetenes) · Vegeu més fotos d'aquest monument · Carregueu una nova foto d'aquest monument      |
| Llinda i portal al carrer França, 9     | BCIL 1985   |                                         | Calldetenes C. de França, 9                               | 41° 55′ 36″ N, 2° 17′ 00″ E / 41.926632°N,2.283407°E | IPA-35051     | Llinda i portal al carrer França, 9 (Calldetenes) · Vegeu més fotos d'aquest monument · Carregueu una nova foto d'aquest monument     |
| Llinda i portal al carrer Gran, 6       | BCIL 1985   |                                         | Calldetenes C. Gran, 6                                    | 41° 55′ 31″ N, 2° 17′ 00″ E / 41.925219°N,2.283447°E | IPA-35054     | Carregueu una nova foto d'aquest monument                                                                                             |
| Font d'en Figueral                      | BCIL 1985   |                                         | Calldetenes                                               | 41° 54′ 50″ N, 2° 17′ 48″ E / 41.913835°N,2.296658°E | IPA-35057     | Carregueu una nova foto d'aquest monument                                                                                             |
| Font de Sant Martí                      | BCIL 1985   |                                         | Calldetenes                                               | 41° 55′ 37″ N, 2° 18′ 25″ E / 41.926929°N,2.306838°E | IPA-35058     | Font de Sant Martí (Calldetenes) · Vegeu més fotos d'aquest monument · Carregueu una nova foto d'aquest monument                      |
| Pont del Molí d'Alta-riba               | BCIL 1985   | XVIII Final                             | Calldetenes                                               | 41° 55′ 38″ N, 2° 18′ 47″ E / 41.927309°N,2.313021°E | IPA-38460     | Pont del Molí d'Alta-riba (Calldetenes) · Vegeu més fotos d'aquest monument · Carregueu una nova foto d'aquest monument               |
| Font de la Boga                         | BCIL 1985   | XVIII Final                             | Calldetenes Torrent de Sant Marc                          | 41° 55′ 35″ N, 2° 17′ 22″ E / 41.926291°N,2.289394°E | IPA-38461     | Carregueu una nova foto d'aquest monument                                                                                             |